# Isabela Figueiredo
Isabela Figueiredo (Lourenço Marques, Mozambique, 1963) es una escritora y profesora portuguesa que destaca dentro de la literatura poscolonial portuguesa. Tras la independencia de Mozambique regresó en 1975 a Lisboa (Portugal), la tierra de sus padres, como retornada.

## Trayectoria
Figueiredo está licenciada en Lenguas y Literaturas Modernas (una variante de Estudios Portugueses) por la Facultad de Ciencias Sociales y Humanas (FCSH) en la Universidade Nova de Lisboa y está especializada en Estudios de género por la Universidade Aberta de Lisboa. Comenzó a escribir en 1983 publicando textos en el suplemento literario del Diário de Notícias, uno de los periódicos más influyentes de la época. En 1988 ganó el primer premio en la Mostra Portuguesa de Artes e Ideias con su novela "Conto é Como Quem Diz" (Cuento, como quien habla). Trabajó como periodista en el Diário de Notícias entre 1988 y 1994, donde también coordinó el suplemento DN Jovem. Trabaja como profesora de enseñanza secundaria de portugués.
Su obra se enmarca dentro de la literatura poscolonial portuguesa. En 1988 publicó "Conto é Como Que Diz" bajo el nombre de Isabel Almeida Santos. En 2009 publicó su "Caderno de Memórias Coloniais" con una muy buena acogida por parte de la crítica, y en 2010 fue elegido uno de los libros más relevantes de la década por uno de los suplementos de cultura más reconocidos en el panorama portugués actual. Fue seleccionado por la escritora Maria da Conceicão Caleiro y el ensayista y profesor Gustavo Rubim en el especial publicado por la revista de cultura Ipsilon (suplemento de cultura del diario Público). Su libro "A Gorda" (2016) fue considerado uno de los diez mejores libros de 2016 por la revista en línea Espalha-Factos.
En 1988 fue reconocido su talento con el premio de prosa en la I Mostra Portuguesa de Artes e Ideias, con la novela "Conto é Como Que Diz", y en 2010 recibió el premio a mejor libro del año con "Caderno de Memórias Coloniais".

## Obra
- 1988 – Conto é Como Quem Diz, Europress, ISBN 9789725591017
- 2009 – Caderno de Memórias Coloniais, Angelus Novus, Coímbra, ISBN 9789722127585
- 2016 – A Gorda, Editorial Caminho, ISBN 9789722128339

## Premios
- 1988 – Primer Premio de prosa en la I Mostra Portuguesa de Artes e Ideias con la novela: "Conto é Como Quem Diz".
- 2010 – Monstro do Ano, Melhor Livro do Ano, pela Angelus Novus.